# Hirschbach (Sall)
Der Hirschbach ist ein Bach im Hohenlohekreis im nordöstlichen Baden-Württemberg, der nach einem etwas unter 14 km langen Lauf erst nach Westnordwesten, gegen Ende nach Nordnordwesten zwischen Orendelsall und Zweiflingen von links in die untere Sall mündet.

## Geographie

### Verlauf
Der Hirschbach entsteht heute etwa auf 344 m ü. NN zwischen Feldern wenig nördlich der Trasse der A 6 auf dem Stadtgebiet von Waldenburg zwischen der Domäne Hohebuch im Osten und dem Gelände der Raststätte Hohenlohe. Dort gibt es im Laufe des Epbachs ein Teilungsbauwerk, an dem dieser bei hohem Durchfluss Wasser nach rechts zum Hirschbach abgibt. Von dieser Stelle an fließt der Hirschbach die ersten rund zwei Drittel seines Laufs nach Westnordwesten, zwischen zunächst sich höchstens um 30 Meter über dem Talgrund erhebenden Randhügeln, die auf der rechten Seite vom Tal der ihn später aufnehmenden Sall trennen und auf der linken vom Tal des Epbachs.
Anfangs reichen die Äcker rechts und links fast bis an die zumeist kahlen Ufer des Baches heran. Im Bereich des ersten, nun schon auf dem Stadtgebiet von Neuenstein liegenden Weilers Lohe links am Lauf wird der Bewuchs dichter, unterhalb setzt noch vor dem Weiler Wüchern auf dem Talgrund die erste, nur schmaler Wiesenaue ein. Unterhalb von Wüchern zeigt der bis hierher in recht geradem Lauf ziehende Bach Richtungswechsel auf kleiner Skala, nun begleitet ihn auch eine zusammenhängenden Baumgalerie. So passiert er den ersten etwas größeren Weiler Löschenhirschbach rechts am Ufer und den Emmertshof am rechten Hang, unter dem wieder eine kleine Wiesenaue liegt. Dort wurde 1981 ein gewöhnlich trockenliegendes Hochwasserrückhaltebecken mit 625.000 m³ Stauraum erbaut, über dessen Damm die L 1051 Neufels–Neuenstein den Bach quert.'Der Bau des Beckens sollte bei Hochwasser Überschwemmungen talabwärts verhindern, von denen vor allem das etwa 6 km flussabwärts gelegene Tiefensall immer wieder stark betroffen war.
Am folgenden Weiler Großhirschbach setzt ein Wiesengrund ein, der den Bach von nun an beständig wenigstens auf einer Seite begleitet. Unterhalb des bald wiederum rechts am Lauf folgenden Weilers Kleinhirschbach setzt der Bach zu einem langsamen Rechtsbogen an, der unterhalb des letzten Neuensteiner Weilers Steinsfürtle in beständig nordnordwestlichem Lauf endet. Ab Steinsfürtle wechselt auch die Natur des Tales, dessen Eintiefung dort etwa 40 Höhenmeter erreicht hat und bis zur Mündung schneller bis auf etwa 90 Höhenmeter zunehmen wird. Die Äcker ziehen sich hier auf die rechte Anhöhe zurück, unter denen sich am Hang Wald- und Wiesenstücke abwechseln, während der linke Hang und die an der oberen Hangkante anschließende Höhe völlig bewaldet sind und der Grund des nun mäandrierenden Tales von einer hundert bis zweihundert Meter breiten Wiesenaue eingenommen wird.
Inzwischen in der Gemeinde Zweiflingen fließend, durchzieht der Bach dessen kleines Dorf Tiefensall, das also nicht, wie der Name suggeriert, an der Sall liegt. An allen bisherigen Siedlungen am Lauf zog der Bach dagegen seitlich vorbei. Im Dorf mündet auch der mit Abstand größte Zufluss Schnatterbächle von rechts, der mit seinem bedeutenderen Oberlauf etwa 4,3 km lang ist und ein Teileinzugsgebiet von 4,3 km² beiträgt. Von dieser Zumündung an bleibt dem Hirschbach nur noch ein Restlauf von rund anderthalb Kilometern mit einer besonders stark ausholenden Talschlinge, dann mündet er auf etwa 230,5 m ü. NN von links in die Sall, wenige Schritte vor der Flussbrücke der aus Orendelsall nach dem Gemeinde-Hauptort Zweiflingen führenden L 1048. Diese hat bis hierher, im Vergleich zum Hirschbach mit 18,6 km², erst ein Einzugsgebiet von 25,8 km², weshalb der Hirschbach ein fast gleichwertiger Oberlauf ist. Nach seinem 13,6 km langen, in mittlerem Sohlgefälle von gut 8 ‰ durchlaufenem Weg mündet er etwa 113 Höhenmeter unterhalb seines Abzweig-Ursprungs.

### Einzugsgebiet
Der Hirschbach entwässert heute etwa 18,6 km² auf der Hohenloher Ebene westnordwest- bis nordwestwärts zur unteren Sall; rechnete man das Teileinzugsgebiet des oberen Epbachs bis zum Teilungsbauwerk, wo der Hirschbach von diesem abgeht, noch mit dazu, so wären es etwa 5,0 km² mehr. Das Gebiet gehört landschaftlich zur Hohenloher Ebene, es liegt zum größeren Teil im flachhügeligen Unterraum Öhringer Ebene des Naturraums Hohenloher und Haller Ebene, am Unterlauf und zum kleineren Teil im stärker zum Kocher hin zertalten Unterraum Ohrnwaldriedel der Kocher-Jagst-Ebenen. Der höchste Geländepunkt darin liegt am Ostrand nahe bei Ursprung und Domäne Hohebuch auf 361,9 m ü. NN, der tiefste an der Mündung auf 230,5 m ü. NN.
Rechnete man auch das obere Einzugsgebiet des Epbachs mit hinzu, das jedoch nur bei Hochwasser auch den Hirschbach speist, läge der höchste Punkt auf dem Friedrichsberg östlich von Waldenburg auf etwa 515 m ü. NN noch im Naturraum Waldenburger Berge des benachbarten Großraums des Keuperberglandes Schwäbisch-Fränkische Waldberge.
Das Einzugsgebiet hat die Kontur eines meist schlanken, an Ober- und Mittellauf westnordwestlich, an Unterlauf unterhalb von Steinsfürtle in den Ohrnwaldriedeln nordnordwestlich laufenden Schlauchs. Die Wasserscheide rechts des Hirschbachs grenzt auf ganzer Länge ans Einzugsgebiet der mittleren und oberen Sall, die in einer Entfernung von allenfalls 2,5 km fast parallel läuft und weiter abwärts nach Aufnahme des Hirschbachs in den Kocher mündet; die linke grenzt ab dem Hirschbach-Abzweig von diesem bis zur Nordwestwendung des Laufs bei Steinsfürtle an das Einzugsgebietes des ähnlich weit entfernten Epbachs, der über die Ohrn in den Kocher entwässert. Weiter abwärts konkurrieren hinter der nun südwestlichen linken Einzugsgebietsgrenze der fast gegenläufige Ohrn-Zufluss Maßholderbach und zuletzt der Pfahlbach, der unterhalb der Sall knapp vor der Ohrn in den Kocher mündet.

### Zuflüsse, Seen und Hochwasserrückhaltebecken
Hierarchische Liste der Zuflüsse,  Seen und  Hochwasserrückhaltebecken von der Quelle zur Mündung.
Gewässerlänge, Seefläche, Einzugsgebiet und Höhe nach den entsprechenden Layern auf der Onlinekarte der LUBW. Andere Quellen für die Angaben sind vermerkt.
Ursprung des Hirschbachs nach rechts auf etwa 344 m ü. NN zwischen der Domäne Hohebuch im Osten und der Raststätte Hohenlohe an der A 6 im Westen. Geht hier, nur bei Hochwasser, nach rechts an einem Teilungsbauwerk im Lauf des Epbachs ab. Dieser wird von hier an unterirdisch verdolt unter einer Bodenwelle hindurch nach links aus der Talmulde herausgeführt, das von ihm entwässerte Obertal war also wohl früher Teil des natürlichen Hirschbach-Einzugsgebiets. Zunächst westnordwestlicher bis westlicher Lauf.
- Tränkbächle, von rechts und Nordosten auf etwa 307 m ü. NN in Löschenhirschbach, 1,0 km und ca. 0,6 km².[LUBW 7] Entsteht auf etwa 335 m ü. NN südöstlich von Tiergarten.
- (Zufluss), von links und Ostsüdosten auf etwa 300 m ü. NN noch nicht ganz gegenüber von Emmertshof, 0,8 km und 0,8 km². Entsteht auf etwa 320 m ü. NN im Billfeld.
- Passiert einen Teich auf etwa 303 m ü. NN links am Lauf, 0,3 ha.
- (Zufluss), von rechts und Nordosten auf etwa 299 m ü. NN am Fuß von Emmertshof im Hochwasserrückhaltebecken, 0,9 km und ca. 0,4 km².[LUBW 7] Entspringt auf etwa 325 m ü. NN im kleinen Rübenholz.
  -  Durchfließt auf etwa 310 m ü. NN einen Teich am Rand von Emmertshof, 0,2 ha.
- Durchfließt auf etwa 299 m ü. NHN das 1981 erbaute, gewöhnlich trockene Hochwasserrückhaltebecken Emmertshof des Wasserverbandes Westliches Hohenlohe am Emmertshof. Hinter dem 12,4 m hohen Erddamm des Beckens, über den die L 1051 Neufels–Neuenstein läuft, können im Hochwasserfall bis zu 625.000 m³ Wasser zurückgehalten werden, die dann gesteuert wieder abfließen.[LUBW 8]
- Endelbach, von rechts und Nordosten auf etwa 292,4 m ü. NN[LUBW 2] am Ostrand von Großhirschbach, 1,1 km und 1,4 km². Entsteht auf etwa 309 m ü. NN etwas nördlich des Schlossbüschles.
- (Zufluss), von links und Südosten auf etwa 288 m ü. NN gegenüber der Südostspitze von Kleinhirschbach, 0,8 km und 0,7 km². Entsteht auf etwa 301 m ü. NN an der A 6.
- Schneckenklingenbach,  von rechts und Nordosten auf etwa 287 m ü. NN durch Kleinhirschbach, 1,1 km und ca. 0,5 km².[LUBW 7] Entsteht auf etwa 321 m ü. NN an der Straße von Stolzeneck her.
Nach diesem Zulauf schwenkt der Hirschbach langsam nach rechts auf nordwestlichen Lauf.
- Schnatterbächle, von rechts und Südosten auf rund 245 m ü. NN in Tiefensall, 1,7 km und 4,3 km². Entsteht auf etwa 290 m ü. NN am Südrand von Metzdorf.
  - (Zufluss aus der Lochklinge), von links und Ostsüdosten auf etwa 261 m ü. NN etwa 0,8 km südöstlich von Tiefensall, ca. 3,5 km[LUBW 9] und ca. 2,3 km².[LUBW 7] Entsteht auf etwa 317 m ü. NN ostsüdöstlich von Stolzeneck im Gewann See.
Ist der nach Länge wie Einzugsgebiet bedeutendere Oberlauf des Schnatterbachs, dem mit diesem Oberlauf eine Länge von rund 4,3 km[LUBW 9] zuzusprechen wäre.
    -  Durchfließt auf etwa 306 m ü. NN einen Teich zu Füßen von Stolzeneck, über 0,1 ha.

Mündung des Hirschbachs von links und zuletzt aus dem Südosten auf 230,5 m ü. NN an der Sall-Brücke der L 1048 Orendelsall–Zweiflingen in die untere Sall. Der Hirschbach ist auf seinem heutigen Lauf 13,6 km lang und hat ein Einzugsgebiet von 18,6 km².
Der unter früheren Abflussverhältnissen wohl dem Hirschbach zuzuordnende Epbach-Oberlauf bis zum Teilungsbauwerk entspringt auf etwa 465 m ü. NN bei Waldenburg-Ziegelhütte und hat heute eine Länge von etwa 5,1 km und ein Teileinzugsgebiet von 5,0 km². Hiervon können aber nur rund 1,3 km² dem Hirschbach sicher als früheres natürliches Einzugsgebiet zugewiesen werden, denn der obere Epbach läuft im Bereich des Industriegebietes im Südosten des Waldenburger Bahnhofs auf einer Geländeschwelle zwischen der natürlichen Mulde des Hirschbachs und der näheren des ostwärts in Richtung Westernach laufenden Rinnenbachs, der über den Ziegelbach zur oberen Kupfer entwässert. Da der Epbach heute zudem auf den Hirschbach in einem Linksschwenk von über 90° eine Hangfußzunge des Waldenburger Sporns umrunden muss, während der Abfluss zum Rinnenbach nur einen Rechtsschwenk von 45° braucht, dürfte der nordöstlich laufende, oberste Epbach wohl unter noch ganz natürlichen Verhältnissen eher den Rinnenbach gespeist haben.

### Ortschaften
Am Lauf oder nahe an ihm liegen die im Folgenden aufgeführten Siedlungsanrainer:
- Hohenlohekreis
  - Stadt Waldenburg
    - (ohne Siedlungsanrainer)

  - Stadt Neuenstein
    - Lohe (Weiler, links)
    - Kesselhof (Weiler, rechter Rücken)
    - Grünbühl (Dorf, linker Rücken)
    - Wüchern (Weiler, rechts)
    - Löschenhirschbach (Weiler, rechts)
    - Emmertshof (Weiler, rechter Hang)
    - Großhirschbach (Weiler, rechts)
    - Kleinhirschbach (Weiler, rechts)
    - Steinsfürtle (Weiler, linker Hang)

  - Gemeinde Zweiflingen
    - Tiefensall (Dorf)

Außer den genannten zwei Kleinstädten und der Gemeinde, die der Hirschbach selbst durchfließt, hat auch die Kleinstadt Forchtenberg noch Anteil am Einzugsgebiet, zu ihr gehört ein südwärts hereinragender, noch vor dem Hirschbachtal endender Gebietszipfel mit dem Weiler Metzdorf und dem Haberhof darin. Rechts abseits des Hirschbachtales liegen weiter oben im Einzugsgebiet auch noch die zu Neuenstein gehörigen Weiler Döttenweiler und Stolzeneck.

## Geologie
Der Hirschbach beginnt heute seinen Lauf im Band aus Gipskeuper (Grabfeld-Formation), das sich um den Nordfuß der Waldenburger Berge zieht. Schon wenig abwärts fließt er durch den Lettenkeuper (Erfurt-Formation) des Unterkeupers, bald in einem Band aus Hochwassersediment in seinem flachen Tälchen. Erst wenig vor Steinsfürtle wechselt er in den erosionsresistenteren Oberen Muschelkalk, aus dem der Untergrund der Hohenloher Ebene besteht; ab hier tieft er sich stärker ein und sein Tal legt sich nun in Mäander. Im Oberen Muschelkalk mündet er auch.
Die niedrigen Hügel beidseits des Ober- und Mittellaufs sind bedeckt von einer Schicht Lösssediment, die auf Ablagerung im Quartär zurückgeht und gute Ackerböden liefert.

## Landschaftsbild
Das Einzugsgebiet des Hirschbachs ist eine größtenteils offene, landwirtschaftlich genutzte Landschaft, deren überwiegend ebene Flächen größtenteils unterm Pflug stehen. Wiesen gibt es fast nur im schmalen Auenband, das den Fluss ab dem Mittellauf begleitet. Erst nach dem Laufrichtungswechsel und unterhalb von Steinsfürtle gibt es an den hier nun steileren Hängen Wälder, hier stoßen dann auch keine Feldstücke mehr ans Gewässer. Ihm folgt bald eine anfangs noch unterbrochene, später durchgehende Baumgalerie. Im Tal, an den Hängen und in den größeren Nebentälern gibt es einige eher kleine Siedlungsplätze, die ein landwirtschaftliches Gepräge tragen.
Die isolierten Wiesenauenabschnitte am Ober- und Mittellauf gehen zumindest teilweise auf trockengelegte frühere Teiche entlang dem Hirschbachlauf zurück. Einer davon beim Emmersthof ist auf der Topographischen Karte von 1845 noch gut zu erkennen, ebenso, dass damals der Abschnitt mit kleinen Schlingen schon früher am Lauf einsetze; der Hirschbach wurde dort also seither begradigt.

## Verkehr
Das Hirschbachtal ist im oberen und mittleren Teil wegen seiner kleinen Eintiefung kein Hindernis für den Verkehr. In diesem Abschnitt laufen einige kürzere Verbindungswege zwischen benachbarten kleinen Orten dem Lauf entlang, jedoch keine höherrangige Straße, und es gibt keinen durchgehenden Straßenzug im Tal. Jedoch queren einige Landes- und Kreisstraßen die Talmulde, zuallererst die L 1036 Kupferzell–Öhringen zwischen Hohebuch und Grünbühl, dann die K 2356 von Löschenhirschbach nach Neuenstein, die L 1052 Künzelsau–Neuenstein beim Emmertshof, die K 2349 durch Großhirschbach, die K 2352 durch Kleinhirschbach und zuletzt wiederum die K 2349 durch Tiefensall.

### LUBW
Amtliche Online-Gewässerkarte mit passendem Ausschnitt und den hier benutzten Layern: Lauf und Einzugsgebiet des Hirschbachs

Allgemeiner Einstieg ohne Voreinstellungen und Layer: Daten- und Kartendienst der Landesanstalt für Umwelt Baden-Württemberg (LUBW) (Hinweise)
1. 1 2 3  Höhe nach dem Höhenlinienbild auf dem Hintergrundlayer Topographische Karte.
2. 1 2 3 4 5  Höhe nach schwarzer Beschriftung auf dem Hintergrundlayer Topographische Karte.
3. 1 2  Länge nach dem Layer Gewässernetz (AWGN).
4. 1 2  Einzugsgebiet aufsummiert aus den Teileinzugsgebieten nach dem Layer Basiseinzugsgebiet (AWGN).
5. ↑  Seefläche nach dem Layer Stehende Gewässer.
6. 1 2  Einzugsgebiet nach dem Layer Basiseinzugsgebiet (AWGN).
7. 1 2 3 4 5 6  Einzugsgebiet abgemessen auf dem Hintergrundlayer Topographische Karte.
8. ↑  Daten des Hochwasserrückhaltebeckens nach dem Layer Stauanlage.
9. 1 2 3 4  Länge abgemessen auf dem Hintergrundlayer Topographische Karte.

### Andere Belege
1. ↑  Abfluss-BW - Daten und Karten
2. ↑  Abfluss am Teilungsbauwerk des Epbachs nach fernmündlicher Auskunft von der Waldenburger Gemeindeverwaltung im Jahr 2011.
3. ↑  Wolf-Dieter Sick: Geographische Landesaufnahme: Die naturräumlichen Einheiten auf Blatt 162 Rothenburg o. d. Tauber. Bundesanstalt für Landeskunde, Bad Godesberg 1962. → Online-Karte (PDF; 4,7 MB)
4. ↑  Geologie in grobem Überblick nach: Mapserver des Landesamtes für Geologie, Rohstoffe und Bergbau (LGRB) (Hinweise)
5. ↑  Klein-Hirschbach in der „Beschreibung des Oberamts Oehringen“ von 1865
6. ↑  Siehe das Blatt Künzelsaus des Topographischen Atlasses des Königreichs Württemberg von 1845 im Abschnitt Literatur.